# Fábio Pena
Fábio Pena (nacido el 27 de agosto de 1990) es un futbolista brasileño que se desempeña como centrocampista.
Jugó para clubes como el Mogi Mirim, Roasso Kumamoto, Real Noroeste y Shillong Lajong.

## Trayectoria

### Clubes
| Club            | País   | Año         |
| --------------- | ------ | ----------- |
| Mogi Mirim      | Brasil | 2010        |
| Roasso Kumamoto | Japón  | 2010 - 2014 |
| Real Noroeste   | Brasil | 2015        |
| Shillong Lajong | India  | 2016 - 2017 |